# 王克明 (1939年)
王克明（1939年3月2日—2013年7月20日），男，浙江乐清人，中国材料物理学家，山东大学教授。

## 生平
1939年生于浙江乐清。1961年毕业于山东大学物理二系。2007年当选中国科学院院士。